# Electric Eye
Electric Eye war eine Kamerabezeichnung der Nachkriegszeit für einen integrierten „elektrischen“ Belichtungsmesser. Übliche Bezeichnungen waren:
- „Electric Eye“, etwa im Kürzel EE bei Olympus
- „magische Taste“, bei Agfa-Optima-Kameras
- „Electric“, „Electro“, etwa bei Kameras von Yashica, zum Beispiel die Yashica TL Electro X, die erste Spiegelreflexkamera mit einem vollelektronischen Belichtungsmesser.

Beim Verschluss fanden sich vor allem automatisch gesteuerte oder auch teilautomatische Lösungen (Blenden- oder Zeitvorwahl). In anderen Fällen war ein (EV-)Wert abzulesen und am Objektiv einzustellen bzw. zwei Zeiger im Sucher in Übereinstimmung zu bringen („Nachführung“, Beispiel Spiegelreflexkamera Bessamatic).
Der integrierte Belichtungsmesser war zunächst als Selenelement, analog etwa einer Solarzelle, ausgeführt. Später wurden Photowiderstände (CdS-Technik) eingesetzt, die eine geringere Fläche einnahmen und haltbarer waren, allerdings auch eine Batterie nötig machten.
Umgab die Selen-Zelle großflächig das Objektiv konnte man tatsächlich von einer gewissen „Augen“-Ähnlichkeit sprechen, einige Sucherkameras verfügten über runde CdS-Linsen an der Gehäusevorderseite. Bei heutigen Kamerakonstruktionen befinden sie sich oft innerhalb des Filtergewindes oder aber im Strahlengang.